# Дем'яненко Ілля Сергійович
Ілля Сергійович Дем'яненко (1922 — 27 березня 1944) — Герой Радянського Союзу (1945), учасник Німецько-радянської війни, автоматник 384-го окремого батальйону морської піхоти Одеської військово-морської бази Чорноморського флоту, матрос.

## Біографія
Ілля Сергійович Дем'яненко народився 15 вересня 1922 році у станиці Бейсуг, нині Виселківський район, Краснодарський край у родині селянина. Росіянин. Після закінчення початкової школи працював у колгоспі, закінчив курси трактористів.
У ВМФ із 1941 року. У Німецько-радянській війні І. С. Дем'яненко брав участь із 1942 року у складі частин берегової оборони Чорноморського флоту. З квітня 1943 року він у роті автоматників 384-го окремого батальйону морської піхоти, брав участь у визволенні Маріуполя (Жданова) та Осипенків (Бердянська).
У другій половині березня 1944 року увійшов до складу десантної групи під командуванням старшого лейтенанта Костянтина Федоровича Ольшанського, сформованого з моряків-добровольців 384-го окремого батальйону морської піхоти ЧФ, 12 саперів і зв'язківців однієї з частин 28-ї армії 3-го Українського фронту.
У ніч на 26 березня 1944 року загін пройшов на рибальських човнах із села Богоявленського (Жовтневого) 15 км вгору Південним Бугом, обидва береги якого протягом 7 км контролювалися супротивником, і на світанку висадився в порту міста Миколаєва . Загону була поставлена задача, таємно висадившись у тилу, порушити комунікації, посіяти паніку, зірвати намічений на 26 березня угону мирного населення в Німеччину, а також полегшити наступ радянських військ на Миколаїв. Безшумно знявши вартових, десантники зайняли кілька будівель порту та пристосували їх до оборони.
Дві доби загін вів бої, відбив 18 атак противника, який кинув проти загону десантників до трьох батальйонів піхоти, артилерію, шестиствольні міномети і два середні танки. Проте вони виконали поставлене завдання, знищивши понад 700 солдатів та офіцерів противника і обидва танка.
Указом Президії Верховної Ради СРСР від 20 квітня 1945 року за зразкове виконання бойових завдань командування на фронті боротьби з німецькими загарбниками і виявлені при цьому відвагу і геройство матросу Іллі Сергійовичу Дем'яненко було присвоєно звання Героя Радянського Союзу (посмертно).
І. С. Дем'яненко похований у братській могилі в м Миколаєві у сквері імені 68-ми десантників.

## Нагороди
- Медаль «Золота Зірка» Героя Радянського Союзу.
- Орден Леніна[2]
- Орден Слави[3]

## Пам'ять
- Ім'я героя висічено золотими літерами в залі Слави Центрального музею Великої Вітчизняної війни в Парку Перемоги міста Москви.
- Похований у братській могилі в місті Миколаїв у Сквері 68-ми десантників.
- У місті Миколаїв відкрито Народний музей бойової слави моряків-десантників, на честь них названо вулицю.
- У Миколаєві у сквері імені 68 десантників встановлено пам'ятник.
- У селищі Жовтневому на березі Бузького лиману, звідки йшли на завдання десантники, встановлена меморіальну гранітна брила з пам'ятним написом.
- У Висєлках на Алеї Героїв встановлено стела пам'яті І. С. Дем'яненка.
- У станиці Новобейсузька Краснодарського краю одна з вулиць названа ім'ям героя.